# Henrik Lundberg
Johan Henrik Lundberg, född 14 januari 1991 i Karl Johans församling i Göteborg, är en svensk före detta professionell ishockeymålvakt som senast spelade för Västerviks IK i Hockeyallsvenskan. Säsongen 2023/2024 är han målvaktstränare för Örebro HK:s damlag.

## Biografi
Lundberg har tidigare spelat för Kallinge/Ronneby IF och Örebro HK, från vilka han blev utlånad till Wings HC Arlanda, Kumla HC, HC Vita Hästen, Karlskrona HK och Västerås IK. Säsongen 2020/2021 spelade han för Väsby IK.

## Klubbar
- Kallinge/Ronneby IF (2011/2012)
- Örebro HK (2012/2013–2015/2016)
- Wings HC Arlanda (2012/2013) Utlånad från Örebro HK
- Kumla HC (2014/2015) Utlånad från Örebro HK
- HC Vita Hästen (2014/2015, 2015/2016) Utlånad från Örebro HK
- VIK Västerås HK (2016/2017)
- Karlskrona HK (2017/2018)
- BIK Karlskoga (2018/2019–2019/2020)
- Väsby IK (2020/2021)
- Västerviks IK (2021/2022)